# ラ!ノイ?
ラ!ノイ?（La! Neu?、「la! NÊU?」と表記された）は、クラウス・ディンガーによって結成されたドイツのバンド。1985年頃以降、ディンガーはドイツでレコードをリリースして配給することに苦労してきたが、日本のレコード・レーベルであるキャプテン・トリップ・レコーズが1994年に彼と契約を交わし、ディンガーのプロジェクトのために「Dingerland」というサブ・レーベルを設立した。ラ!ノイ?は、ディンガーと（ほとんど）若いミュージシャン、そして母親のレナーテによる、ゆるいつながりの集団である。彼らのレコードは非常に迅速かつ自発的に録音され、スリーヴ・デザインはいつもディンガーの手によるもので、素早く手書きされたライナーノーツと明らかな接着剤の滴が付いている。
ラ!ノイ?は、ディンガーの友人たちからのさまざまなプロジェクトの包括的な名称としても使用されている。レンブラント・レンシンクのソロ・アルバム『God Strikes Back』、「ブルーポイント・アンダーグラウンド」というグループのアルバム、「ダイ・ウィズ・ディグニティ」というグループのアルバム『Kraut』は、すべてラ!ノイ?という名義の下に登場した。アルバム『ブルー (ラ・デュッセルドルフ 5)』は、もともとディンガーのソロ・アルバム『ネオンディアン』に続く作品として企画されていたが、ドイツのレコード・レーベルによって拒否（拒否の手紙は裏表紙に複製されている）されて、それから10年後に発表された。
ラ!ノイ?と「Dingerland」はどちらも2001年以来、活動していなかった。クラウス・ディンガーの次に計画されていたプロジェクトは、ラ・デュッセルドルフの最も成功したアルバム『ヴィヴァ』を日本のミュージシャンを使って再録音することだったが、彼は2008年に亡くなってしまった。

## メンバー

### コア・メンバー
- クラウス・ディンガー (Klaus Dinger) - ボーカル、マルチ楽器、エレクトロニクス
- レナーテ・ディンガー (Renate Dinger) - ボーカル、ピアノ
- フィクトリア・ヴェールマイスター (Viktoria Wehrmeister) - ボーカル、パーカッション
- ディルク・フラーダー (Dirk Flader) - ギター
- トーマス・クライン (Thomas Klein) - ドラム
- レンブラント・レンジンク (Rembrandt Lensink) - キーボード
- アンドレアス・ライーゼ (Andreas Reihse)
- コンスタンティン・ヴィーンシュトレール (Konstantin Wienstroer)

## ディスコグラフィ

### アルバム
- 『ドュッセルドルフ』 - Düsseldorf (1996年)
- 『ジーランド』 - Zeeland (1997年)
- 『レンブラント』 - Rembrandt: God Strikes Back (1997年)
- 『2000年のチャチャ』 - Cha Cha 2000 - Live in Tokyo (1998年)
- 『黄金の雨』 - Gold Regen (Gold Rain) (1998年)
- 『寅年』 - Year of the Tiger (1998年)
- 『ライヴ・イン東京 Vol.2』 - Live in Tokyo 1996 Vol. 2 (1999年)
- 『ブルー (ラ・デュッセルドルフ 5)』 - Blue (La Düsseldorf 5) (1999年)
- 『ライヴ・イン・デュッセルドルフ』 - Live at Kunsthalle Düsseldorf (2001年)